# Носитель катализатора
Носитель катализатора или подложка (катализатора) (англ. carrier или англ. support) — инертный или малоактивный материал, служащий для стабилизации на его поверхности частиц активной каталитической фазы.

## Описание

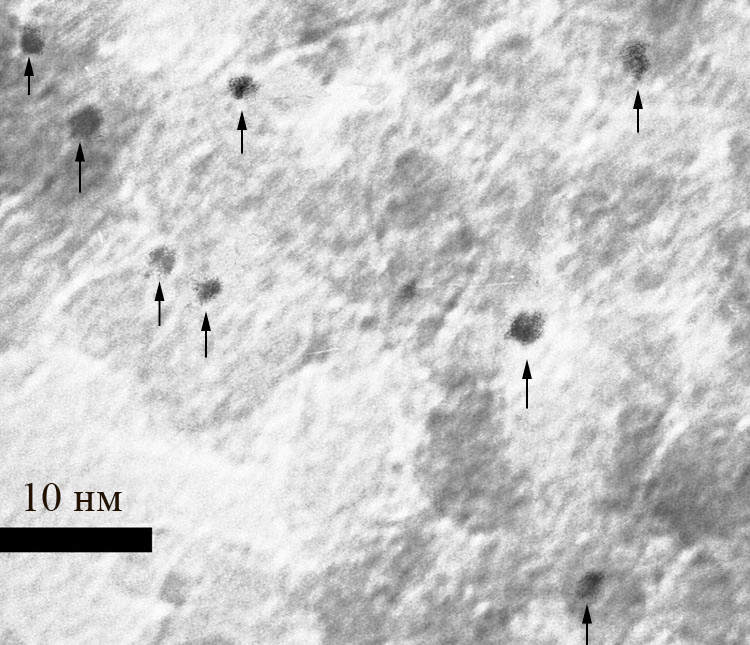
Металлическая платина (показана стрелками), стабилизированная на носителе — оксиде алюминия.

Роль носителя в гетерогенном катализе состоит в предотвращении агломерации или спекания активного компонента, что позволяет поддерживать высокую площадь контакта активного вещества (см. активная каталитическая фаза) и реагентов. Количество носителя, как правило, гораздо больше количества нанесенного на него активного компонента. Основными требованиями к носителям являются большая площадь поверхности и пористость, термическая стабильность, химическая инертность, высокая механическая прочность. В ряде случаев носитель влияет на свойства активной фазы (эффект «сильного взаимодействия металл–носитель»). В качестве носителей применяют как природные (глины, пемза, диатомит, асбест и др.), так и синтетические материалы (активные угли, силикагель, алюмосиликаты, оксиды алюминия, магния, циркония и др.).